# Балуево (Кирилловский район)
Балуево — деревня в Кирилловском районе Вологодской области.
Входит в состав Ферапонтовского сельского поселения, с точки зрения административно-территориального деления — в Ферапонтовский сельсовет.
Расстояние по автодороге до районного центра Кириллова — 27 км, до центра муниципального образования Ферапонтово — 4 км. Ближайшие населённые пункты — Сиверово, Лещево, Филиппово, Лесово, Лукинское-1.
По переписи 2002 года население — 10 человек.